# Tremper Mound
Tremper Mound – kopiec ziemny położony w hrabstwie Scioto w amerykańskim stanie Ohio, około 5 mil na północ od Portsmouth, będący dziełem kultury Hopewell (100 p.n.e.–500 n.e.). Od 1972 roku wpisany jako zabytek na listę National Register of Historic Places.
Tremper Mound ma formę owalnego nasypu o wymiarach 122×146 m, z wejściem w południowo-zachodniej części. W trakcie przeprowadzonych w 1915 roku przez Williama Millsa prac archeologicznych we wnętrzu kopca odkryto drewnianą komnatę grobową o wymiarach 61×30,5 m, tzw. „wielki dom”. Zawierała ona nietypowe dla tego typu konstrukcji cztery zbiorowe groby, w których pochowano 375 skremowanych zwłok. Pochówkom towarzyszył bogaty inwentarz liczący ponad 500 przedmiotów, w tym 136 kamiennych fajek, którym rzeźbiarze nadali kształty różnych zwierząt. Przed złożeniem w grobowcu fajki zostały rytualnie połamane.